# Рубино (Кемеровская область)
Ру́бино — село в Мариинском районе Кемеровской области. Входит в состав Николаевского сельского поселения.

## География
Центральная часть населённого пункта расположена на высоте 147 м над уровнем моря.

## Население
| 1926 | 2002 | 2010 |
| ---- | ---- | ---- |
| 836  | ↘239 | ↘195 |

### Половой состав
По данным Всероссийской переписи населения 2010 года, в селе Рубино проживало 195 человек (104 мужчины, 91 женщина).

## Известные уроженцы
- Прокопьев, Константин Николаевич (1927—1967) — советский деятель лесной промышленности, Герой Социалистического Труда.